# Drachen

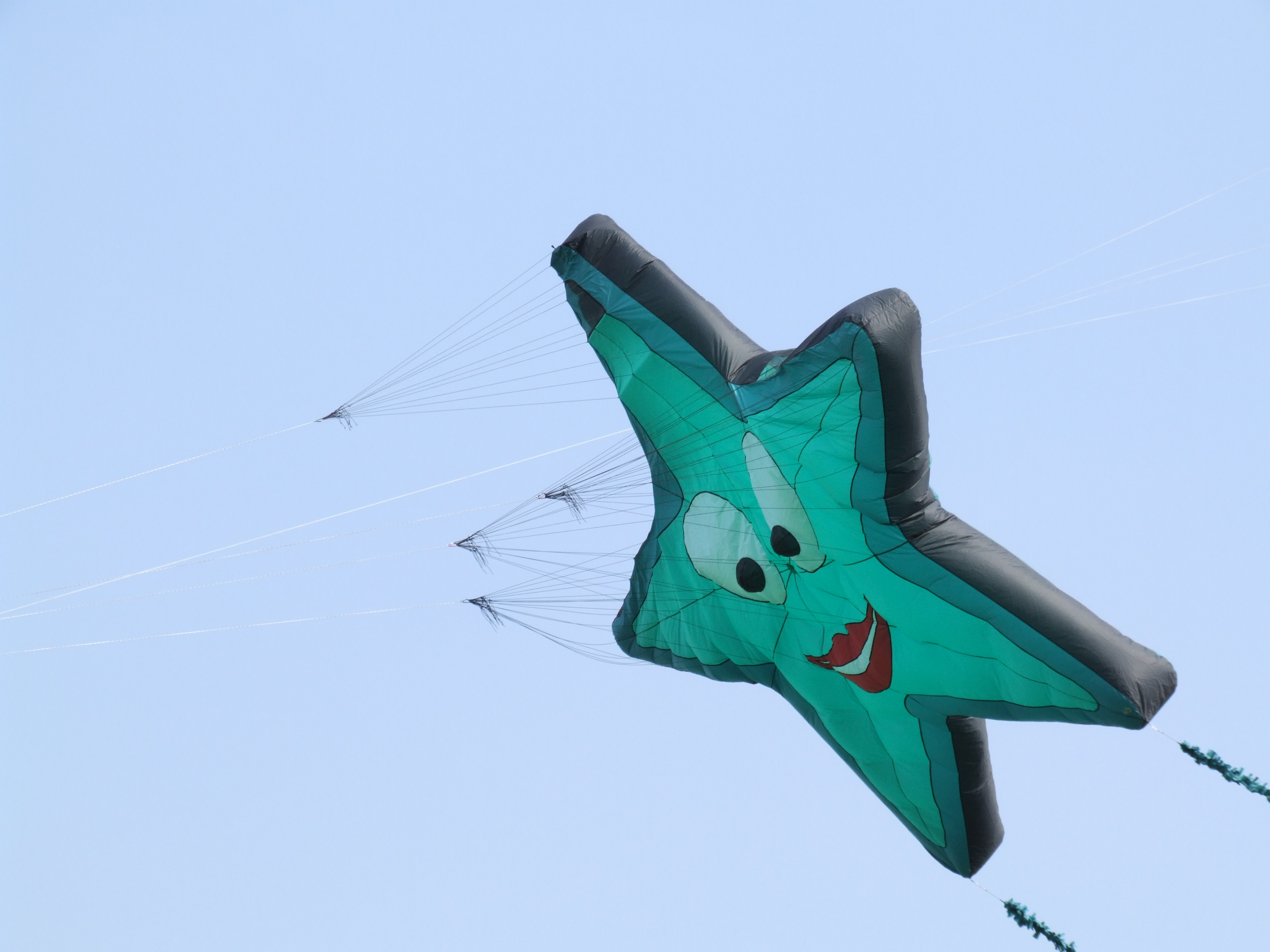
Drachen in Sternform

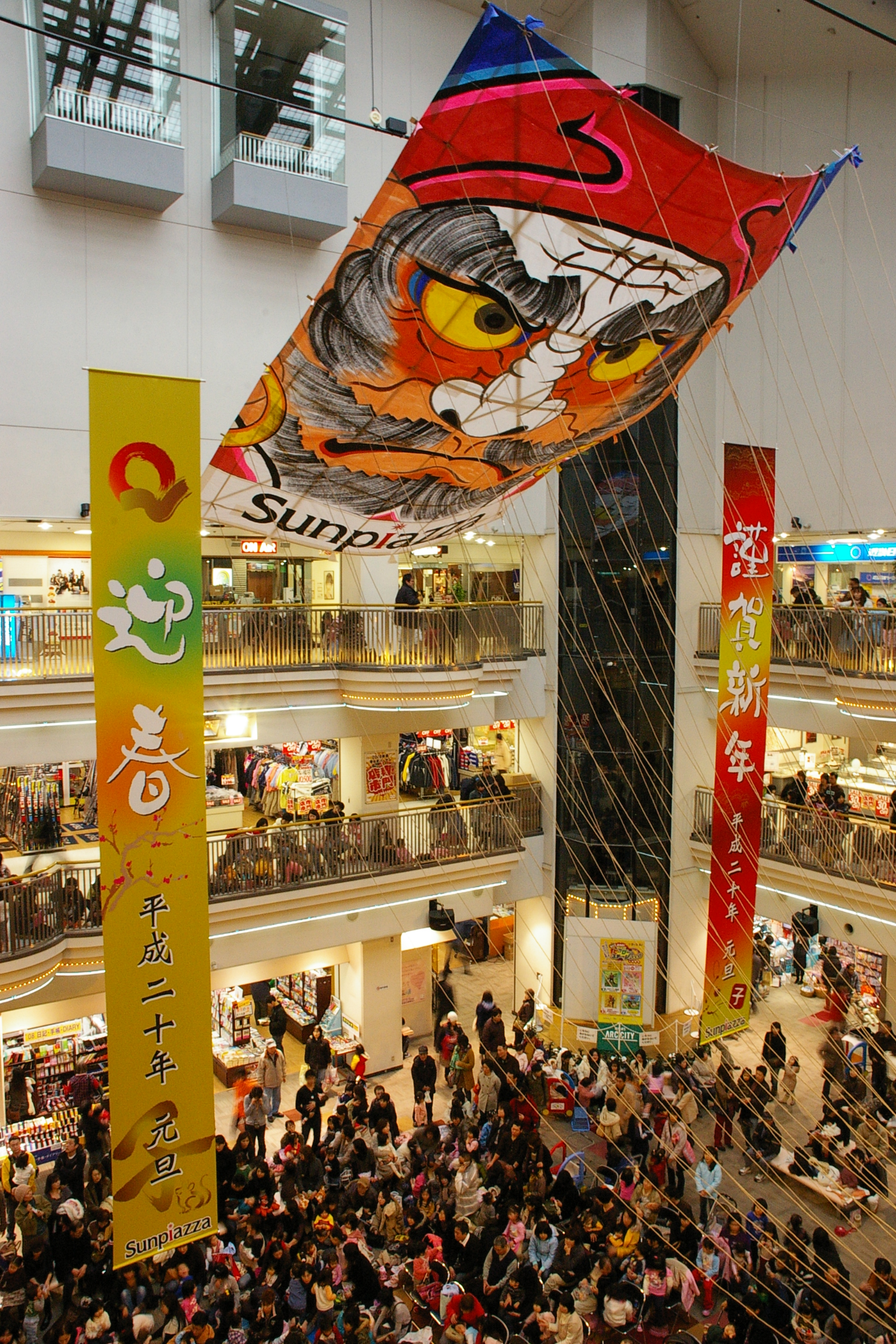
Großdrachen bei einem japanischen Drachenfest

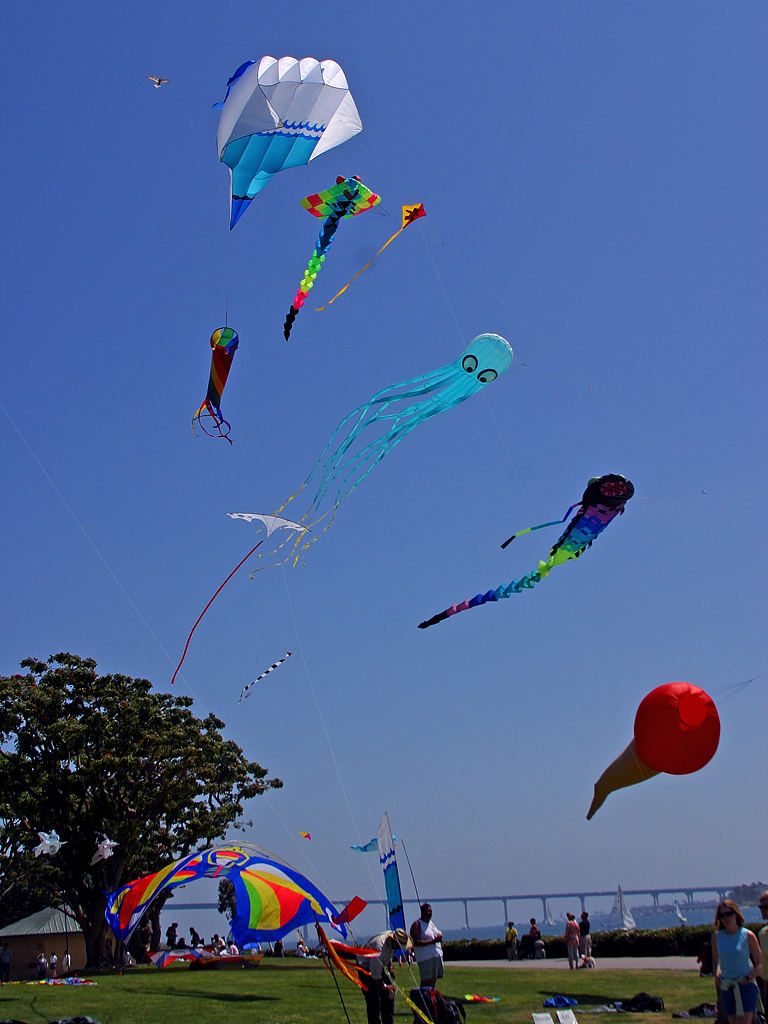
Viele verschiedene Drachen am Himmel

Ein Drachen (nach chinesischen, als Drachenbilder ausgeführten Drachen), Fesseldrachen oder auch Kite (englisch) ist ein Spiel- und Sportgerät, das mit Wind betrieben wird. Er besteht in der einfachsten Ausführung aus einem Segel, das in der Regel durch ein Gestänge aufgespannt wird und einer am Gestänge befestigten Leine, die die Person hält, die den Drachen steigen lässt (im Drachensport Pilot). Der Drachen wird so in den Wind gestellt, dass durch die Anströmung der Luft gegen das Drachensegel dynamischer Auftrieb entsteht und der Drachen nach oben steigt.
Es gibt auch ein Drachenfliegen ohne Wind, bei dem die Luftanströmung nur durch Fortbewegung des Piloten erzielt wird, etwa durch Gehen oder Laufen. Auf diese Weise kann bei Windstille oder in geschlossenen Räumen geflogen werden.

## Funktionsweise
Ein Drachen bezieht seine Auftriebsenergie aus dem Wind, der über die Segelfläche gelenkt wird. Er fängt den Wind nicht ein wie ein Fallschirm, sondern er leitet den Wind über seine Auftriebsflächen und legt sich auf die Strömung oder lässt sich vom Unterdruck über der Segelfläche emporziehen. Dazu muss ein Drachen eine Strömungsrichtung definieren und sich in die geeignete Richtung in den Wind drehen. Kastendrachen erreichen dies mit den senkrechten Flächen des Kastens, die den Drachen in die Richtung mit dem kleinsten Widerstand rücken. Flachdrachen leiten die Windströmung von der Mitte nach außen ab, indem sie sich im Winddruck beugen, also die äußeren Segelspitzen nach hinten biegen. Um auch bei geringen Windgeschwindigkeiten stabile Fluglagen zu erzielen, ist in der Regel das Quergestänge bereits gewinkelt angebracht.

## Geschichte

### Ursprung der Drachen
Han Fei schreibt im 3. Jahrhundert v. Chr. die Erfindung des Drachens Mo Ti, der im 5. Jahrhundert v. Chr. lebte, zu. Seit dieser Zeit wurde in China eine Vielzahl von Drachen-Typen entwickelt und hergestellt. Chinesen bauten Kommunikations-, Propaganda-, Pfeif- und buddhistische Kontemplationsdrachen. Dies führte zu bemannten Drachen. Über bemannte Drachenflüge wird im Zizhi Tongjian berichtet; Gao Yang († 559), Kaiser der Nördlichen Qi-Dynastie hatte sie als Strafe erzwungen.

### Drachen in Asien

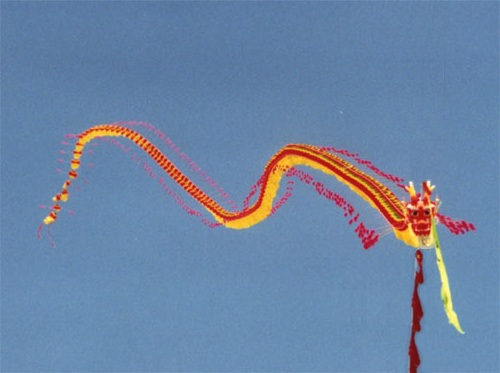
Chinesischer Drachen – Centipede

Die ersten Drachen, die in China im 5. Jahrhundert v. Chr. auftauchten, bestanden hauptsächlich aus Bambusstäben und Seide. Weil Letztere teuer war, verbreitete sich der Drachen nur langsam. Das änderte sich, als das erste Papier entwickelt wurde. Man vermutet, dass die Drachen durch buddhistische Missionare und über den Handel mit Papier im 2. Jahrhundert v. Chr. schließlich auch Japan und Korea erreichten.
Der im Bild zu sehende Centipede-Drachen war ursprünglich ein traditioneller Drachen, der nur für den Kaiser aus Seide und Bambus gebaut wurde, und den nur er fliegen lassen durfte. Er galt als ein Glückssymbol und in der Qing-Dynastie (1644–1911) ließ man ihn so hoch wie möglich fliegen, um dann die Leine zu kappen und den Drachen dem Wind zu überlassen. Die Chinesen glaubten, dass damit auch alle Sorgen und Gefahren davonfliegen.
In Japan sind über 300 verschiedene Drachentypen bekannt. Dabei unterscheiden sich die verschiedenen Modelle oft je nach Geographie und Materialverfügbarkeit. Seit Anfang des 19. Jahrhunderts haben sich die Bemalung und Bauart wenig verändert.
So entstanden im Laufe der Zeit viele Volksfeste, bei denen Drachen eine zentrale Bedeutung erhielten. Ein Beispiel ist hier das japanische Neujahrsfest.
Auch in Afghanistan spielen Drachen insbesondere im Herbst und in den Wintermonaten eine große Rolle. Doch der Höhepunkt des Drachensteigens ist während des traditionellen Neujahrsfestes, Nouruz, das seit jeher am Frühlingsanfang zelebriert wird.

### Drachen im Westen

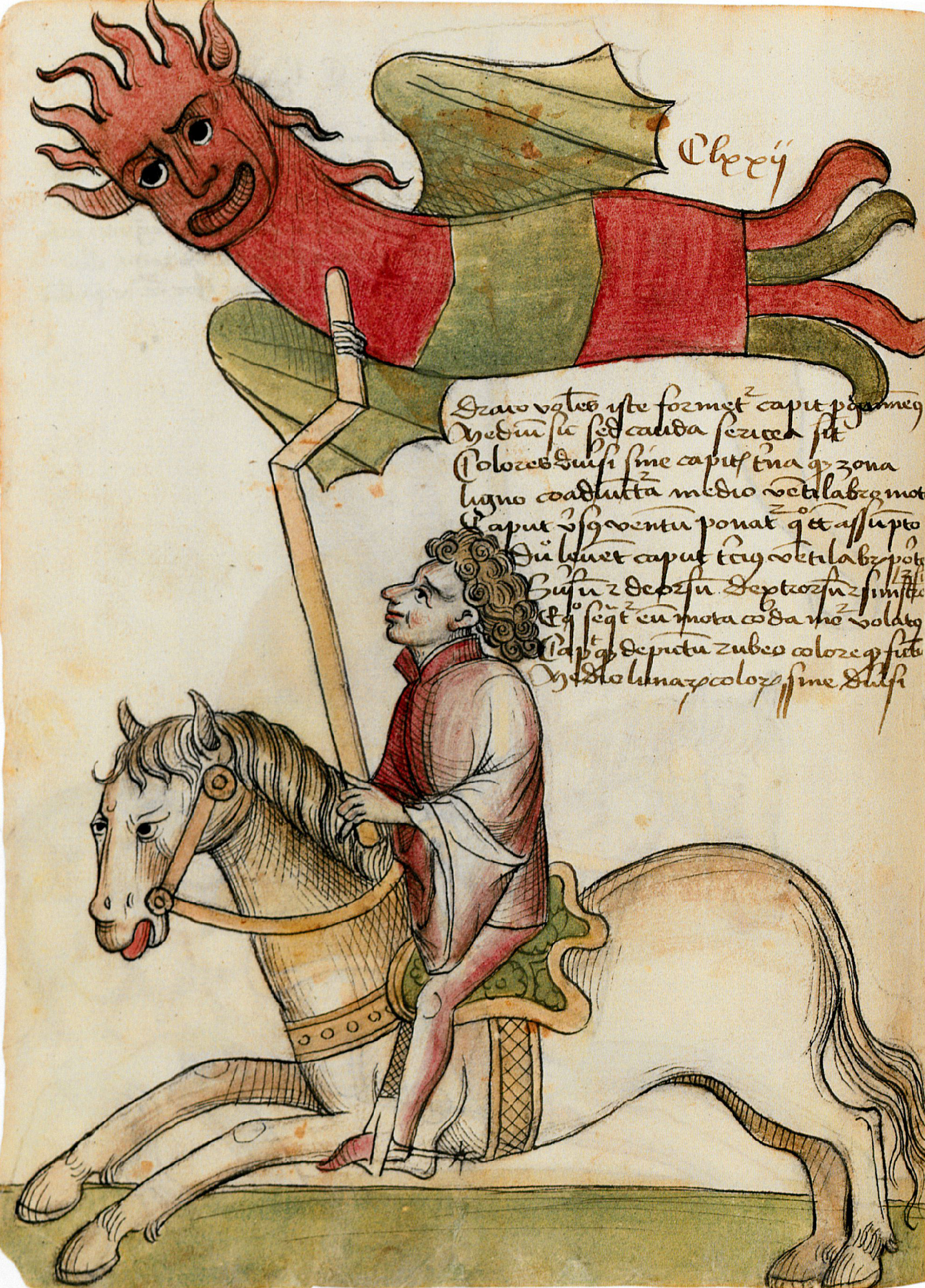
Reiter mit Drachen in Konrad Kyesers Techniktraktat Bellifortis (ca. 1405)

Die Römer ließen zu besonderen Anlässen wie militärischen Siegen oder Volksfesten bunt verzierte Windsäcke fliegen. Das Militär verwendete ab 300 n. Chr. als Feldzeichen die Dracostandarte, die aus einem stilisierten Drachenkopf und einer im Wind flatternden Tuchröhre bestand. Hier liegen auch die etymologischen Wurzeln für den mit einem langen Schweif versehenen (Spielzeug-)Drachen.
Die echten Drachen kamen aber erst im 16. Jahrhundert über holländische, portugiesische und englische Kaufleute nach Europa, die Handel mit Fernost betrieben. Giambattista della Porta beschreibt 1589 in Band 20 seines Werkes „Magia naturalis“ den Bau eines Fesseldrachens.
Zu Beginn des 18. Jahrhunderts waren die Drachen schließlich als Kinderspielzeug im ganzen Westen verbreitet. Jetzt erst erkannte die Wissenschaft, welche forschungstechnischen Möglichkeiten der Drachen bot. Die Experimente konzentrierten sich zu Beginn auf meteorologische Untersuchungen. So untersuchten zum Beispiel Thomas Melvill (1726–1753) und Alexander Wilson mit einem Drachen Temperaturunterschiede zwischen den einzelnen Höhenlagen. Ein bekanntes Experiment dieser Zeit wurde von dem amerikanischen Diplomaten und Wissenschaftler Benjamin Franklin durchgeführt. Franklin untersuchte mit Drachen die Wirkung elektrischer Blitze. Der am Himmel schwebende Drachen trug in dieser Zeit stark zum beständigen Wunsch der Menschheit bei, fliegen zu können, und beeinflusste so maßgeblich die Entwicklung der ersten Flugmaschine.
Im heutigen Griechenland ist das Fliegenlassen von selbstgebauten Papierdrachen fester Bestandteil des Kathara Deftera, dem Montag, an dem die Fastenzeit beginnt und die Karnevalszeit endet. An diesem gesetzlichen Feiertag stehen bei geeignetem Wind Hunderttausende von Drachen über ganz Griechenland, wobei laut dem Volksglauben eine große erreichte Höhe des Drachens Glück für das kommende Jahr verheißt.

### Militärischer Einsatz

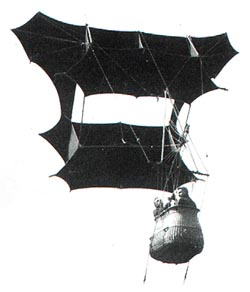
Cody’s Mankite beim Einsatz als manlifter

Der Drachen fand auch Anwendung im militärischen Bereich. Aus der Frühzeit und dem Mittelalter sind die folgenden Verfahren überliefert:

Im alten Japan verwendeten Heerführer Drachen zur psychologischen Kriegsführung. Sie befestigten Apparaturen zur Geräuscherzeugung an den Drachen und ließen sie nachts über den feindlichen Truppen steigen. Die Krieger glaubten so, sie würden von bösen Geistern attackiert. Es gibt Aufzeichnungen über riesige Drachen, die Bogenschützen trugen.
In Korea wurden mittelalterliche Schlachten mit Signaldrachen koordiniert, deren Zeichnung direkte Befehle an die Truppen darstellten. Die Drachen waren auch aus bewaldeten Stellungen gut auszumachen, sodass die verbildlichten Anweisungen schnell die verschiedenen Truppen erreichen konnten.
Im europäischen Raum wurde bei Belagerungen mit Drachen die Entfernung zu den feindlichen Stellungen ausgemessen. Dabei ließ man den Drachen abstürzen und maß die Länge der ausgegebenen Schnur.
Zu Beginn des 20. Jahrhunderts experimentierte der Amerikaner Samuel Franklin Cody mit seinem man lifting system – bekannt geworden und 1903 patentiert als Cody’s Mankite – für die britische Armee. Ziel der Experimente war es, einen Drachen zu konstruieren, der einen Menschen in die Lüfte heben konnte. Das Militär des Deutschen Reiches setzte Drachen als Luftdrahtträger in der Funktelegrafie ein, etwa im Krieg gegen die Herero und Nama in Deutsch-Südwestafrika.
Während der Weltkriege fanden Drachen hauptsächlich in Bereichen der Luftüberwachung und Schützentraining ihren Einsatz, wurden jedoch bald durch neuere Technologien ersetzt. Die Plüschtier- und Spielzeugfirma Steiff überstand den Krieg durch ihren Roloplan-Spielzeugdrachen. Er wurde vom Militär zum Justieren der Flak genutzt. Auch zur Abwehr von Tieffliegerangriffen wurden Drachen vielfach eingesetzt. Mit den sogenannten Sauls (Luftabwehrdrachen) wurden alliierte Geleitzüge vor angreifenden Flugzeugen geschützt.
Im Zweiten Weltkrieg kam der Drachen Gibson Girl zum Einsatz. Er war Teil der Seenotrettungsausrüstung für Flugbesatzungen, die notwassern mussten. Der Drachen trug eine dünne Notantenne in den Himmel, die mit einem Funkgerät verbunden war. Ein handbetriebener Generator erlaubte der Flugbesatzung, SOS zu funken.

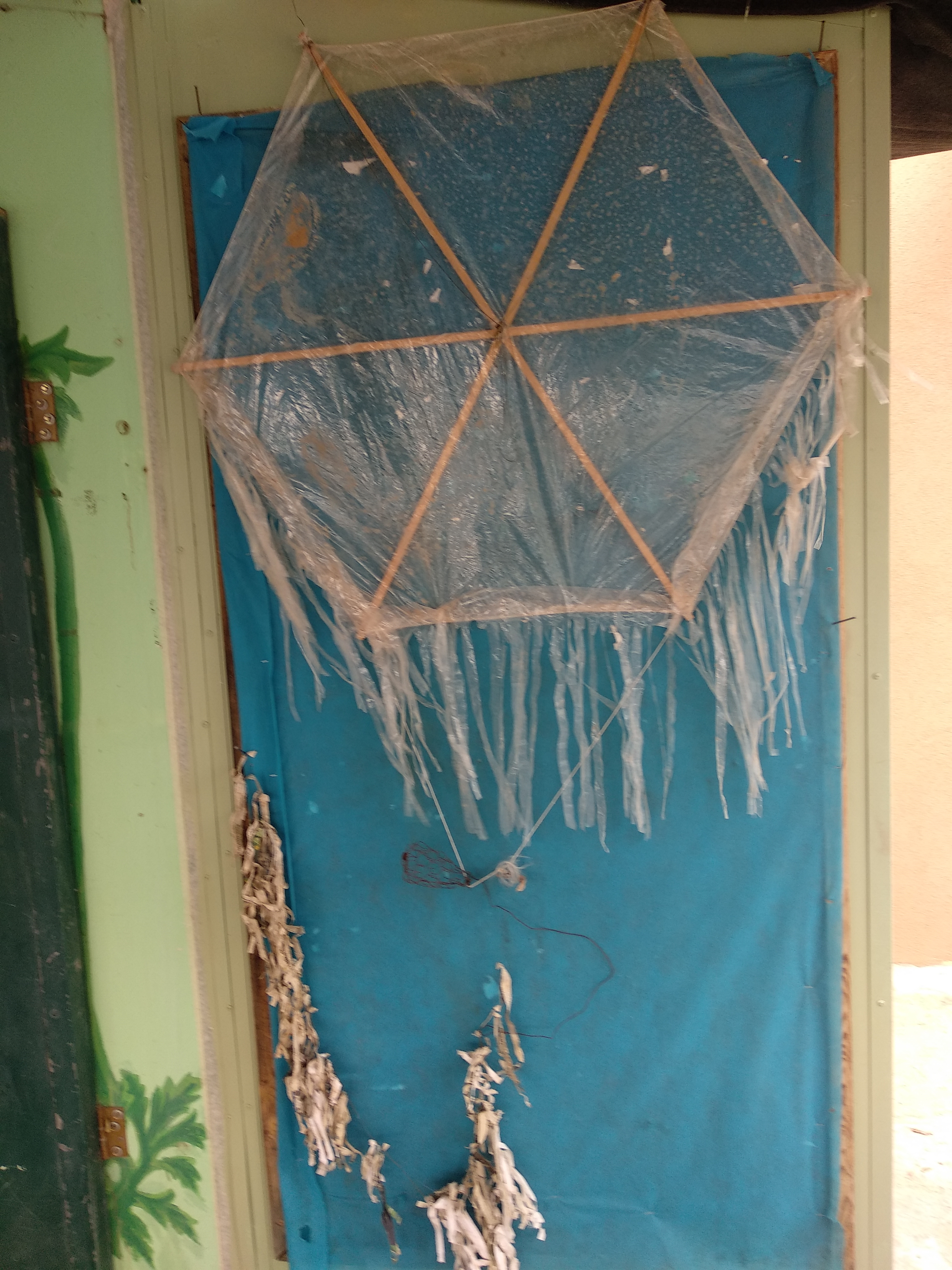
Feuerdrachen, der vom Gazastreifen mit brennenden Gegenständen an der Schwanzspitze versehen wurde, um Brände in den Feldern des Bezirks Eschkol im nordwestlichen Negev in Israels Südbezirk zu verursachen.

Seit dem 30. März 2018 setzt eine Gruppe von Hamas-Terroristen in Israel Drachen, an denen Granaten oder andere, unkonventionelle Spreng- und Brandvorrichtungen befestigt sind, ein. Bisher wurden mehr als 800 Drachen entsandt und damit über 1000 Brände entfacht. Es verbrannten zahlreiche in der früheren Wüstenlandschaft aufgebaute Landwirtschaftsflächen im westlichen Negev und den Ortschaften östlich des Gaza-Streifens, darunter Getreidefelder, Obstplantagen, Wald und Buschland, sowie Bewässerungsanlagen und landwirtschaftliche Geräte. Über 400 Feuerdrachen wurden von den Abwehreinheiten der israelischen Verteidigungsstreitkräfte (IDF) abgefangen. Israel versucht mithilfe von Drohnen die Feuerdrachen zu neutralisieren, was angesichts der Menge ein schwieriges Unterfangen ist.

### Zivile Verwendung

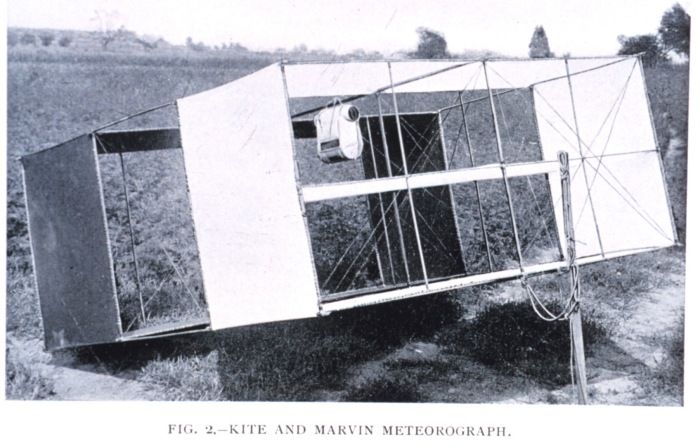
Meteorologischer Drachen der U.S. National Oceanic and Atmospheric Administration

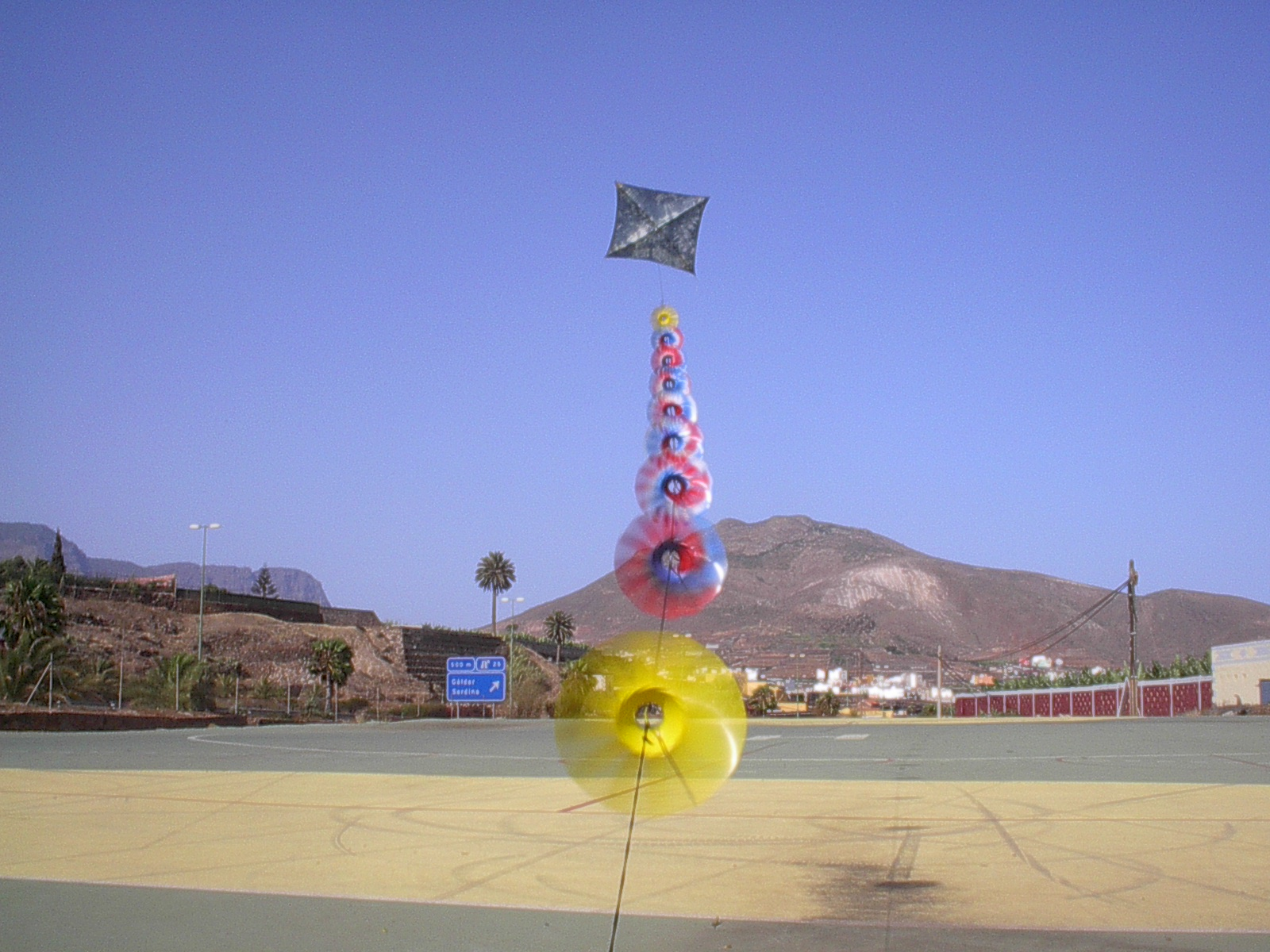
Von Drachen auf Höhe gebrachte Rotorenkette

Neben der Verwendung als Kinderspielzeug und Sportgerät können Drachen auch zum Transport verwendet werden. Ein Beispiel hierfür ist Skysails, ein computergesteuertes Drachensystem zur Senkung des Kraftstoffverbrauchs von Schiffen. Dabei wird ein Lenkdrachen mit einer Fläche von bis zu 600 m² an einem Schiff befestigt und dient so als zusätzlicher Antrieb.
Drachen können auch als Antennenträger in großer Höhe dienen. So ist es möglich, die Drachenschnur in Form eines Kabels auszuführen, das als Antenne für Längstwelle, Langwelle oder Mittelwelle dient.
Im Jahr 1889 wurde erstmals mit einer Kamera fotografiert, während diese von einem Drachen getragen wurde. 1906 entstand ein großformatig aufgenommenes Bild von San Francisco aus gut 600 m Höhe. Dies wird international als Kite Aerial Photography (kurz KAP) bezeichnet. In den letzten Jahren wurde auch das Drehen von Videofilmen von Drachen aus praktikabel.
In der Aerologie wurden Drachen für den Transport registrierender Messinstrumente in die freie Atmosphäre genutzt. Am 4. August 1894 gelang es Abbott Lawrence Rotch und William Abner Eddy (1850–1909) einen Thermografen per Drachen auf eine Höhe von 436 Metern zu befördern. Am Aeronautischen Observatorium in Lindenberg wurde am 1. August 1919 der noch heute gültige Höhenrekord für Drachen von 9.740 m unter dem Aufstiegsleiter Georg Stüve (1888–1935) erreicht. Dabei wurde eine Drachenkette aus acht Schirmdrachen verwendet.
Anfang der 1920er Jahre konstruierte Hans Seehase in Berlin einen Drachenfallschirm, den er am 23. April 1923 erstmals auf dem Tempelhofer Feld erprobte. Weiterhin experimentierte er mit personentragenden, zusammenlegbaren Drachen, die beispielsweise durch Boote geschleppt auch militärische Verwendung finden sollten.
Da in großer Höhe bessere Windverhältnisse herrschen, hat es Versuche gegeben, diese zu nutzen. So wurden Windgeneratoren zur Stromerzeugung mit Drachen auf Höhe gebracht und dort gehalten. Ein Beispiel dafür sind Prototypen von Wubbo Ockels aus dem Jahr 2011. Bei ihm bewegt sich ein Lenkdrachen von Computern gesteuert in liegenden Achten am Himmel. Durch ständiges Verändern der Leinenlänge wurde eine am Boden befindliche Batterie aufgeladen. Auch die als Zusatzantrieb für Seeschiffe getesteten Skysails-Zugdrachen steigen in größere Höhen auf.

## Bestandteile
Ein klassischer Drachen besteht traditionell aus einem Gestänge, das mit einer luftundurchlässigen Membran bespannt ist; über die Waage sind die Leinen daran befestigt, welche zum Piloten führen.

### Gestänge
Als Material für das Gestänge können Stäbe zum Beispiel aus Bambus, Holz, Aluminium, glasfaser- oder kohlenstofffaserverstärktem Kunststoff in unterschiedlichen Profilformen als Baumaterial verwendet werden. Zur Verbindung der Stäbe werden oft kurze Stücke von Kunststoffschläuchen als Muffen verwendet; industriell hergestellte Drachen verwenden meist passend angefertigte Kunststoffteile.

### Bespannung
Als Bespannung können Papier, Segeltuch (aus Ripstop-Nylon oder Polyester), Baumwoll-/Hanftuch, Tyvek (auch Papierstoff genannt), Seide, Naturmaterialien (Blätter, Leder), Folien aus Polyester oder Aluminium u. a. dienen.

### Waage
Die Drachenwaage, kurz auch Waage genannt, verbindet Drachen und Leine miteinander. Die Waage ist für die Stellung des Drachens zum Wind verantwortlich und bestimmt die Flugeigenschaften des Drachens. Es gibt verschiedene Waagetypen, die sich durch unterschiedliche Verstellmöglichkeiten und Anwendungszwecke auszeichnen. Grundsätzlich wird mit der Waage das Verhältnis von Zugkraft zu Auftriebskraft beim Aufteilen der Windkraft bestimmt (Anstellwinkel). Je steiler der Drachen steht, umso mehr wird in Zugkraft verwandelt, je flacher, umso mehr in Auftriebskraft.

### Leine
Über die Leine ist der Drachen mit dem Piloten verbunden. Eine Leine endet meist in einer Haspel, auf der sie aufgewickelt werden kann. Haspeln für Einleiner haben manchmal zwei Griffe, damit sie mit beiden Händen gehalten und vor allem aufgewickelt werden können. Bei Lenkdrachen werden die Leinen dagegen auf Griffe (Haspeln) oder Ringspulen aufgewickelt, die mit je einer Hand gehalten werden können. Alternativ werden Lenkdrachen auch mit Lenkschlaufen gelenkt (welche um das Handgelenk gelegt werden) oder mit einer Lenkstange; bei sehr zugstarken Lenkdrachen kann der Pilot auch ein Trapez tragen, das die Zugkraft aufnimmt; der Pilot muss dann mit den Armen nur noch steuern, ohne mit ihnen die Zugkraft kompensieren zu müssen. Einleiner werden oft auch nicht direkt vom Piloten gehalten, sondern an einem Bodenanker befestigt. Falls der Drachen sehr hoch steigen soll, verwendet man eine Umlenkrolle, Winsch und Seilwinde. Drachenleinen von Lenkdrachen werden heute üblicherweise aus Dyneema, Polyethylen oder Kevlar hergestellt. Im Gegensatz zu den Leinen ungelenkter Drachen wird bei Lenkdrachen kein Reck verwendet. Daher wird bei Lenkdrachen kein Nylon verwendet, weil sich dieses unter Zug längt, was den Drachen schwerer steuerbar machen würde.
Für die Leinen von einleinigen, ungelenkten Drachen verwendet man das elastischere Nylon oder Polyester. Es längt sich unter Zug, was dazu führt, dass die Leine Windschwankungen ausgleichen kann. Traditionell fanden Flachs- und Hanfkordeln Verwendung.
Drachenleinen können durch ihren geringen Durchmesser, verbunden mit der starken auf ihr lastenden Zugkraft, schneidend wirken. Deswegen dürfen sich keine Zuschauer in der Viertelkugel (auch: Windfenster), die Drachen und Piloten zusammen mit den Leinen beschreiben können, aufhalten; selbst die Drachenlenker vermeiden es mit bloßen Händen unter Zug stehende Leinen zu halten. Die Leinen werden üblicherweise mittels Spleiß und in einem Schutzmantel mit den Halteösen verbunden.

### Schwanz
Einige Drachen besitzen einen Schwanz; dieser kann aus Stoffbändern (Streamer), einem Schlauch oder beispielsweise einem kleinen Windsack bestehen. Bei vielen Drachen dient der Schwanz zur Stabilisierung (ähnlich wie bei einem Schiff ein Treibanker); ohne ihn sind diese Drachen instabil und brechen leicht seitlich aus.

## Drachentypen

### Einleinerdrachen

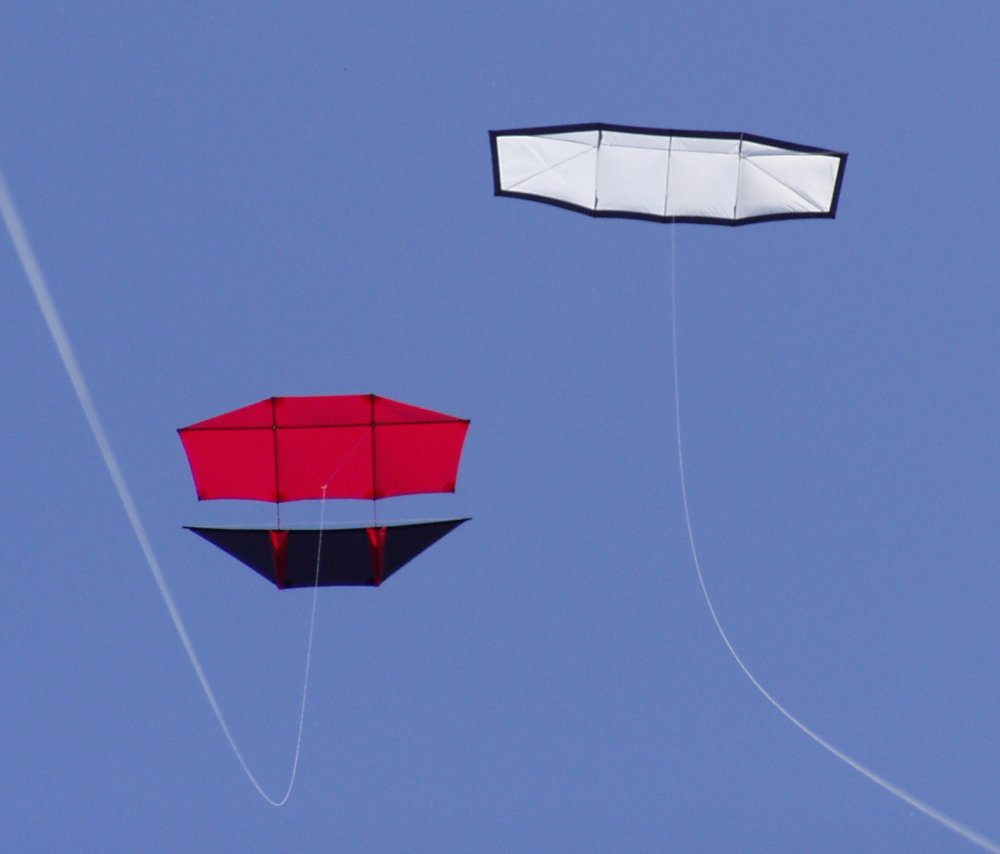
Einleinerdrachen: Flachdrachen für leichten Wind: DoPeRo links und Genki rechts

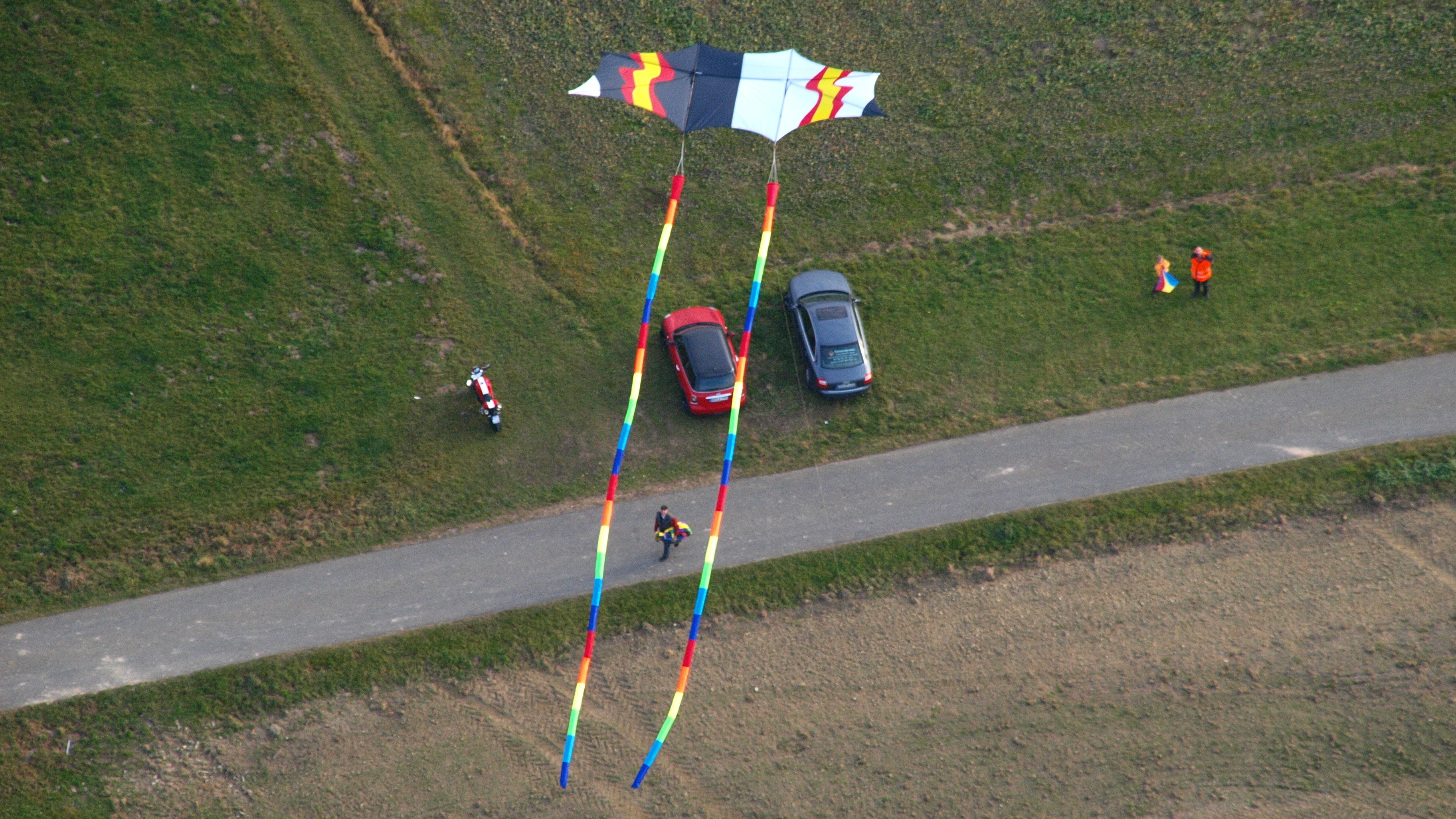
Drachen – aus der Vogelperspektive

Einleinerdrachen sind die Grundform der Drachen. Sie sind üblicherweise ungelenkt. In Europa sind deltoide Flachdrachen der verbreitetste Typ. In der Konstruktion sind die einleinigen Drachen recht anspruchsvoll, da während des Flugs kaum Einfluss auf das Verhalten des Drachens genommen werden kann.
Eine Ausnahme bilden hier die sogenannten Kampfdrachen, bei welchen es sich um einleinige Lenkdrachen handelt. Wird die Leine locker gelassen, bricht der Drachen seitlich aus. Durch Ziehen an der Leine stabilisiert er seine Flugbahn in einen Geradeausflug. Durch die Gestängekonstruktion (Querstrebe in der Mitte dicker als außen) werden die Segelflächen durch den höheren Winddruck nach hinten gebogen, so dass durch die starre Mittelstrebe ein sogenannter Kiel entsteht, welcher den Drachen stabilisiert.
In asiatischen Ländern sind Drachenkämpfe seit vielen Jahrhunderten Tradition. Sieger beim Drachenkampf ist der, dessen Drachen als letzter noch am Himmel steht, während die gegnerischen Drachen zu Boden gedrängt oder abgeschnitten wurden. In neuester Zeit haben Drachenkämpfe auch auf europäischen Drachenfesten Einzug gefunden. Hier ist der Rokkaku das meistverwendete Kampfdrachen-Modell.
Weitere Einleinerdrachen sind z. B. Kastendrachen, Roloplan, Gleitdrachen, Cody Warkite, Sauls-Naval-Barrage-Drachen und Markoni.

#### Drachenfähre
Mit einer Drachenfähre kann man Gegenstände an einer Drachenleine hochziehen. Beispielsweise eine Kamera, oder Dinge zum Abwerfen (Flugblätter, Fallschirm). Der Hauptdrachen kann ohne die Nutzlast gestartet werden. Die Last wird dann mit einem Hilfsdrachen, der mit gleitenden Ösen an der Drachenschnur eingehängt wird nach oben gezogen.

### Mehrleinige Drachen
Mehrleinige Drachen sind in der Regel lenkbar. Sie haben gewöhnlich zwei Leinen, an denen unterschiedlich stark gezogen werden kann. Jeweils eine Leine ist mit einem Ende des Drachens verbunden. Meist gibt es ein linkes und ein rechtes Ende, an dem jeweils eine Leine befestigt ist.

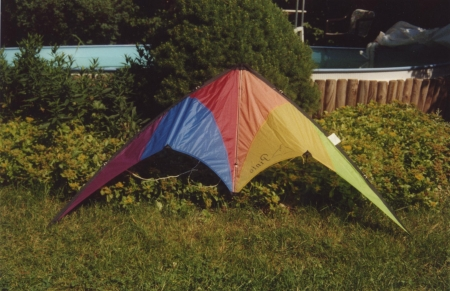
Ein Deltalenkdrachen

Da Drachen die Eigenschaft haben, bei genügend Wind von allein aufzusteigen, kann, wenn z. B. an der rechten Leine stärker gezogen wird, in diesem Fall der linke Teil des Drachens schneller aufsteigen. Folglich dreht er sich in diesem Fall um seinen rechten Teil, vom Piloten aus gesehen im Uhrzeigersinn. Dabei stehen sich der Vektor der Windkraft und der Vektor der Zugkraft nicht genau gegenüber. Folglich verdreht sich der linke Teil des Drachens leicht nach hinten (nach Lee), so dass der Drachen aus Sicht des Piloten weiter nach rechts zeigt. Das hat zur Folge, dass der Drachen auch weiter nach rechts fliegt. Mit dem Zug an der linken Leine verhält es sich spiegelsymmetrisch.
Piloten können mit Zug an den Leinen den Lenkdrachen Loopings, Schrauben, Winkel und andere Figuren fliegen lassen. Je nach Leinen sind bis zu 15 Loopings und somit Verdrehungen der Steuerleinen nach einer Seite möglich. Das funktioniert auch als Mannschaftssport, üblicherweise vier Piloten bilden eine Crew und fliegen in Wettkämpfen gemeinsame Figuren.
Der Deltadrachen ist der klassische Lenkdrachen. Er wurde neben dem Rhombusdrachen als erster als Lenkdrachen eingesetzt. Diese Drachenart besteht aus einem V-förmigen Segel, das durch ein etwas schmaleres V in der Stabkonstruktion aufgespannt wird. Der Wind wölbt die Segelflächen nach oben und bildet das Profil aus. Bei etwa einem Drittel der Stablänge des V und bei rund zwei Dritteln wird je eine Waageleine befestigt. Eine dritte Leine wird an das untere Ende der Mittelstrebe geführt (Dreipunktaufhängung). Damit erhält man zwei Befestigungspunkte für die Steuerleinen. Deltadrachen gibt es in vielen Ausführungsvarianten. Beim rechts abgebildeten Exemplar wird die Segelfläche durch kleine Ständer, so genannte Stand-Offs, vorgespannt.
Grundsätzlich gilt, dass kleine Drachen schneller in ihren Bewegungen sind, große dagegen langsamer. Große Drachen entwickeln deutlich höhere Zugkräfte als kleine.
Es können mehrere Lenkdrachen hintereinander gekoppelt werden. Der aktuelle Weltrekord liegt bei 301 Drachen (21. August 2010 in St. Peter-Ording).

#### Mattendrachen

Illustration einer stablosen sogenannten Lenkmatte

Mattendrachen (auch: Airfoils, Parafoils, Soft Kite, Lenkmatte oder einfach Matte genannt) sind stablose Drachen, die bei Anströmung ein Flügelprofil ähnlich einem Gleitschirm entwickeln. Da sie vollständig aus Gewebe und Leinen bestehen, können sie platzsparend gefaltet und ohne Bruchgefahr für Stangen transportiert werden.
Die Matten bestehen aus Ober- und Untersegel, denen durch verbindende Stege ein Flügelprofil gegeben wird. Die entstehenden Kammern sind alle oder teilweise an der Anströmungsseite geöffnet. Die Kammern sind untereinander verbunden, damit Druckunterschiede im Innern ausgeglichen werden können.
Bei Anströmung auf die Vorderkante füllen sich die Kammern mit dem Staudruck, der höher ist als die Drücke auf der umströmten Außenfläche. Dadurch wird das Profil der Matte stabilisiert. Der durch den Unterdruck auf der Oberseite entstehende Auftrieb wird durch eine komplexe vielleinige Waage von der Unterseite auf die zwei Zugleinen abgeleitet.
Matten werden durch unterschiedliche Längen der beiden Zugleinen gelenkt. Dreileiner-Matten besitzen eine weitere Leine, mit der das Starten vereinfacht, die Zugkraft reguliert und der Flug jederzeit kontrolliert beendet werden kann. Vierleiner-Matten besitzen zusätzlich zu den zwei Lenkleinen zwei weitere Leinen – Bremsleinen –, die auf die hintere Kante des Profils wirken. Bremsleinen unterstützen die Lenkbarkeit. Durch gleichzeitigen Zug an beiden Bremsleinen kann der Auftrieb der bewegten Matte erhöht oder auch die Matte abgebremst und gelandet werden. Vierleiner können auch rückwärts vom Boden starten. Der Einsatz aller vier Leinen wird im sportlichen Einsatz wegen der exakteren Lenkbarkeit und Dosierbarkeit der Zugkräfte bevorzugt. Manche Lenkmatten können wahlweise als Zweileiner oder Vierleiner geflogen werden.
Eine Matte muss immer mit Zug an den Leinen geflogen werden. Wird sie nicht ausreichend angeströmt, so wird sie drucklos und klappt zusammen. Eine hybride Bauform findet man als Flexifoils und ihren Nachfolgern, den Airfoils. Anstatt des Rohres ist ein sehr biegsamer GFK-Stab verbaut, der die Matte selbst bei geringer Anströmung aufspannt. Ein Vorteil der Flexifoils/Airfoils ist, dass diese Schirme problemlos aneinandergehängt werden können. Mit dem sogenannten Stacker6 der Firma Flexifoil wurde der Geschwindigkeitsrekord mit erstaunlichen 180 km/h aufgestellt.
Einsatzgebiete: Kitebuggy fahren, Kitesurfen, Snowkiting und Kitelandboarding

#### Vierleiner

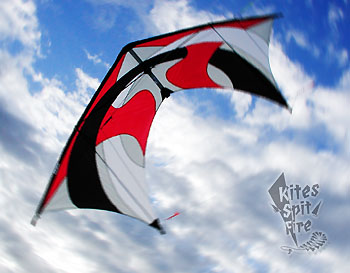
Vierleiner-Drachen „vision/ksf“

Die Steigerung des Lenkdrachens findet sich im Vierleinerdrachen wieder.
Beim Vierleiner werden die beiden üblichen Steuerleinen durch zwei weitere an der hinteren Segelkante angebrachte Bremsleinen ergänzt. Durch diese beiden Leinen lässt sich der Anstellwinkel der beiden Segelflächen variabel einstellen. Damit lassen sich die Drachen auch rückwärts fliegen, auf der Stelle stehen oder drehen (Propeller Spin) und sanft auf den Boden aufsetzen.

#### Zugdrachen
Zugdrachen sind in der Regel vierleinige Mattendrachen (s. o.) oder mehrleinige sogenannte Tubekites (Kitesurfen), Ausnahmen sind hier zweileinige, große Deltadrachen und als Zugdrachen verwendete zweileinige Mattendrachen. Moderne Zugdrachen werden mit hohem technischem Aufwand gefertigt. Für das Design und die Konstruktion fließen Erkenntnisse aus dem Paragliding mit ein.
Zugdrachen werden für verschiedene Drachensportarten verwendet, zum Beispiel beim Kitesailing. Kitesailing ist der Oberbegriff für Sportarten wie: Kitesurfen, Snowkiting, Kitebuggyfahren oder Powerkiting.
Im Bereich der Schifffahrt gibt es Systeme, um Zugdrachen als Antriebsunterstützung einzusetzen (Skysails), diese haben allerdings noch keine weite Verbreitung erlangt.

#### Weitere typische Lenkdrachen
- Nasa Wing Powerkite / Zugschirm
- Vierleiner-Ballettdrachen
- Rhombusdrachen, Eddy-Lenkdrachen

## Der sportliche Aspekt
Meist wird der Drachen einfach nur steigen gelassen. Als Wort für das Drachen steigen lassen hat sich der Anglizismus kiting verbreitet, insbesondere für die sportliche Variante. Je nach Wind können Drachen solche Kraft entfalten, dass sie den Piloten mitschleifen oder sogar in die Luft ziehen können. Das bewusste Spiel mit den Kräften des Drachens wird Powerkiting genannt.
Eine weitere Form des sportlichen Drachenfliegens ist das Kitesailing. Kitesailing beinhaltet das Fahren mit einem Kitebuggy (Buggykiting), das Kitesurfen und das Snowkiting. Hierbei lässt man sich in der Regel von großen zugstarken Matten ziehen.

### Trickflug
Weit verbreitet ist der Trickflug oder Ballettflug. Mit Deltadrachen werden in einer Choreographie bestimmte Tricks, die von dem Schwierigkeitsgrad bestimmt werden, nachgeflogen. Zurzeit gibt es ca. 155 offizielle Figuren, die bei Wettbewerben geflogen werden. Die Wettbewerbsfelder haben definierte Größen, die sich wie folgt darstellen:
Die Fläche zwischen den markierten Grenzen soll mindestens den unten wiedergegebenen Abmessungen entsprechen:
- Für Team- und Paardisziplinen: 110 m × 110 m (360 Fuß)
- Für Einzelpiloten Zweileiner-Disziplinen: 90 m × 90 m (295 Fuß)
- Für Einzelpiloten Mehrleiner-Disziplinen: 75 m × 75 m (245 Fuß)

Bekannte Tricks sind zum Beispiel die Lazy Susan, bei der sich der Drachen einmal auf dem Rücken um 360° dreht. Oder der Backflip, wobei sich der Drachen auf den Rücken legt.

### Indoor-Drachen

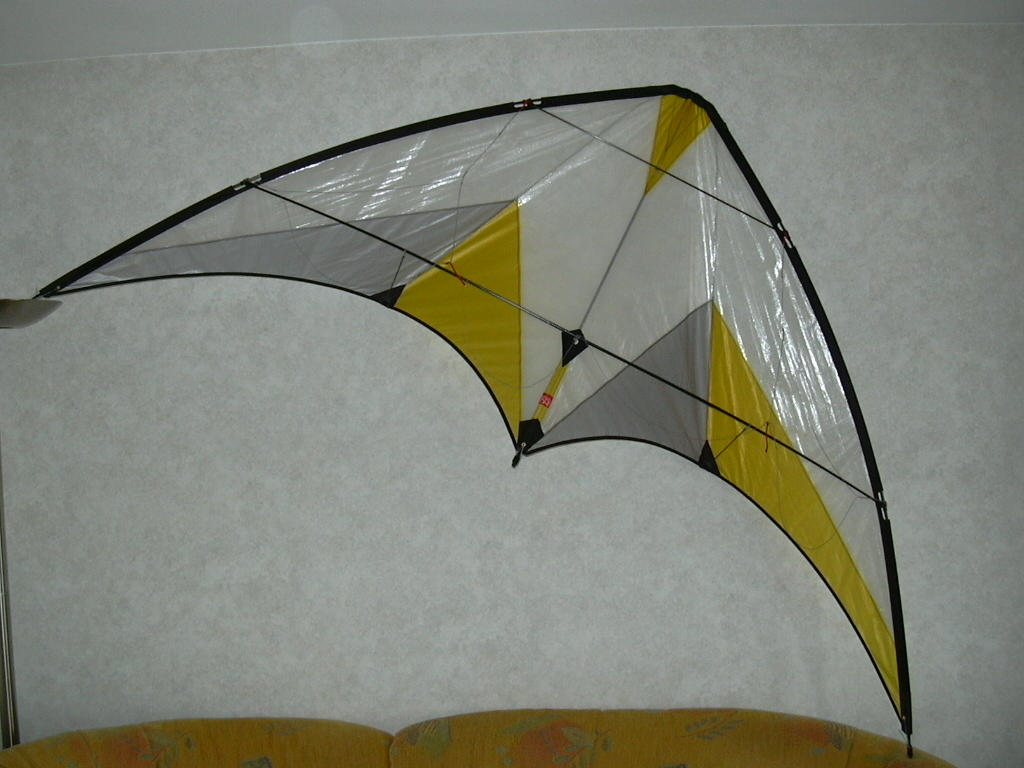
Indoor-Lenkdrachen Amazing

Indoor-Drachen sind ultraleichte Lenkdrachen, die keinen Wind benötigen. Die Rückwärtsbewegung des Piloten reicht aus, um diese Drachen zu fliegen. Diese Fähigkeit wird durch extrem leichte Bauweise unter Verwendung von Carbongestänge und leichtem Segeltuch erreicht.
Das so genannte Indoor-Kiting findet oftmals in Sporthallen oder leerstehenden Fabrikhallen statt. Beim Fliegen von Lenkdrachen im Freien kommt der Wind von hinten, und der Drachen kann in einem Bereich von ca. 120 Grad von links nach rechts und zurück bewegt werden. In einer Halle, in der nur durch die individuelle Rückwärtsbewegung Wind in das Segel kommt, ergibt sich hingegen ein Windfenster von vollen 360 Grad.
Auch beim Indoor-Kiting gibt es verschiedene Arten von Lenkdrachen, die in der Regel durch die Anzahl ihrer Steuerleinen klassifiziert sind. Es wird zwischen Ein-, Zwei- und Vierleiner-Drachen unterschieden.

## Drachenflugveranstaltungen (Drachenfest)
Große Drachenflugfestivals finden regelmäßig in der Drachenhauptstadt der Welt Weifang (China), Pasir Gudang (Malaysia), Berck und Fréjus (Frankreich), Insel Fanø (Dänemark) sowie in Lünen, Travemünde und Kamen (Deutschland) statt. Ein weiteres Drachenfest findet in Hilpoltstein am Main-Donau-Kanal statt. Weitere Veranstaltungen gibt es auf Rømø (Dänemark) sowie in Cuxhaven und in St. Peter-Ording (Deutschland). Im deutschsprachigen Raum fanden im Jahr 2015 über 150 Drachenflugveranstaltungen statt.
Bis zum Jahr 2015 wurden in Wien von den Betreibern des Drachengeschäfts Fly High Drachenfeste organisiert. Typisch im April das Familiendrachenfest am Himmel Wien und Ende September das Herbstdrachenfest Wien auf der oberen Donauinsel nahe dem Kirschenhain. Mit dem EKZ Generali-Center schloss mit Ende 2015 auch das Drachengeschäft „Fly High“, das es 28 Jahre in Wien gab.

### Zugkraft, Hebekraft, Unfall
Große Drachen bei starkem Wind entwickeln starke Zug- und auch Hebekraft, weshalb Drachen mitunter gefesselt an eine Verankerung im Boden geflogen werden. Alternativ sichern sich Drachenpiloten über einen Körpergurt zu einem Bodenanker.
Im August 2020 verfing sich bei einem Drachenfest in Hsinchu, Taiwan ein dreijähriges Kind im Schwanz eines großen Drachens, wurde während gut einer halben Minute wiederholt hochgehoben und trug zuletzt nur ein paar Kratzer davon.

## Rechtliches
In Deutschland, aber unter anderem auch in Österreich, der Schweiz, dem Vereinigten Königreich von Großbritannien und Irland sowie von der EASA – European Aviation Safety Authority – wurden Drachen bisher unabhängig von der Länge der Flugleinen als Luftfahrzeuge eingestuft. Damit besteht teilweise abhängig von den jeweiligen nationalen Regelungen einerseits eine Gefährdungshaftung für den Halter des Drachens, mit der andererseits vielfach eine gesetzliche Versicherungspflicht nach dem Luftverkehrsgesetz besteht. In Deutschland bestand eine Halterhaftung und gesetzliche Versicherungspflicht schon vor der letzten Änderung des Luftverkehrsgesetzes (LuftVG) im Jahr 2005. Über die üblichen Privathaftpflichtversicherungen waren daher Drachen in aller Regel nicht oder nur sehr eingeschränkt versichert. Insbesondere stellten die Versicherungsklauseln oft auf ein bestimmtes Höchstgewicht und eine bestimmte Flughöhe von 30 Metern ab. Gleichzeitig wurde in den Bedingungen aber eine Haftung für versicherungspflichtige Drachen generell ausgeschlossen, sodass im Schadensfall bei solchen Policen immer mit einer Ablehnung der Schadensübernahme gerechnet werden musste. Diese Haftungsfragen wurden zwischen dem Gesamtverband der Deutschen Versicherungswirtschaft, verschiedenen Versicherern, dem Luftfahrt-Bundesamt und dem Bundesministerium für Verkehr, Bau und Stadtentwicklung gleichwohl kontrovers diskutiert. Ende 2011 wurde sodann der bisher in der Diskussion maßgebliche § 1 Abs. 2 Nr. 7 LuftVG ersatzlos aus dem Luftverkehrsgesetz gestrichen. Der Deutsche Gesetzgeber begründet das damit, dass ein Drachen eher als Hindernis für die Luftfahrt, denn als Luftfahrzeug anzusehen sei. Der Deutsche Gesetzgeber hat insofern mit einer ergänzenden Änderung des § 31 LuftVG klargestellt, dass er Drachen als Gerät ansieht, welches mit besonderen Gefahren für die Luftfahrt verbunden ist, ohne Luftfahrzeug zu sein. Seither kann man wohl davon ausgehen, dass (Lenk-)Drachen in Deutschland nicht mehr als Luftfahrzeuge gelten. Wobei nach der amtlichen Gesetzesbegründung der Gesetzgeber scheinbar davon ausgeht, dass ein Drachen weiterhin versicherungspflichtig sein soll, was etwas verwirrend ist, denn eine Versicherungspflicht besteht nach § 43 Abs. 2 LuftVG ausdrücklich nur für Luftfahrzeuge. Möglicherweise handelt es sich hier jedoch lediglich um eine Fehlinterpretation des Gesetzgebers. Auch die VO 785/2004 (EG) sieht ja eine Versicherungspflicht für Drachen gerade nicht vor.

## Drachen in der Belletristik
- Romain Gary: Gedächtnis mit Flügeln. Aufbau, Berlin (DDR) 1989, ISBN 3-351-01500-3 (französisch: Les cerfs-volants. Übersetzt von Jeanne Pachnicke, Zwei Verfilmungen in Franz. – Ein Résistance-Roman).
- Khaled Hosseini: Drachenläufer. Berlin Verlag, 2003, ISBN 3-8270-0516-7 (englisch: The Kite Runner. Übersetzt von Angelika Naujokat & Michael Windgassen, häufige Neuaufl., Hörbücher).